# Сохамські вбивства
Сохамські вбивства (англ. Soham murders) — злочин, вчинений в англійському селі Сохам, графство Кембриджшир, у серпні 2002 року. Двох десятирічних дівчат — Голлі Марі Веллс і Джессіку Еймі Чепмен — викрали та вбили, а їхні тіла знайшли через два тижні після зникнення. Головними підозрюваними у справі стали Єн Гантлі, який працював у місцевій школі, та його подруга Максін Карр. Гантлі був засуджений за вбивство дівчат й отримав довічне ув'язнення без права на дострокове звільнення. Максін Карр була визнана винною в наданні хибних свідчень, та її не звинувачували у співучасті в убивстві, тому вона отримала тюремний термін, але була звільнена достроково.

## Зникнення
Незабаром після 18:30 в неділю, 4 серпня 2002 року, дві десятирічні дівчинки — Голлі Марі Веллс і Джессіка Еймі Чепмен — зникли разом поблизу своїх будинків у селі Сохам, Кембриджшир. Того дня Голлі, Джессіка та третя подруга на ім’я Наталі Парр зібралися в будинку Велсів з нагоди барбекю, грали в комп’ютерні ігри та слухали музику, поки Наталі не пішла. У другій половині дня Голлі та Джессіка переодяглися в однакові футбольні форми «Манчестер Юнайтед», і мати Голлі Веллс зробила їхнє останнє фото. О 18:15 того ж дня Веллс і Чепмен вирішили піти на прогулянку, щоб купити солодощі. Дівчата нікому не сказали, куди вони йдуть, але о 20:00 мама Голлі Веллс пішла в спальню доньки і виявила, що дівчата зникли. О 21:55, бурхливих пошуків на місцевості, батьки Веллс повідомили про зникнення дівчат у поліцію.
Поліція розпочала інтенсивні пошуки в рамках операції «Фінчам», залучивши понад 400 офіцерів, а також представників громадськості та персонал із сусідньої бази ВПС США. Поліція вважала, що дівчата повинні були знати свого викрадача, оскільки їх обох навчили бути обережними з незнайомцями.
У суботу, 17 серпня 2002 року, майже розкладені тіла Голлі Веллс і Джессіки Чепмен були випадково знайдені в дренажній канаві. Щоб дістатися до цього місця від Сохама, необхідно приблизно 30-40 хвилин їзди машиною. Одяг, який належав Голлі та Джессіці, знайшли частково згорілим у мішку для сміття на дні великої урни на складі школи, де Єн Гантлі працював доглядачем.

## Розслідування
Під час прогулянки Голлі Веллс і Джессіка Чепмен трапилися на шляху Єну Гантлі, який заманив їх у свій котедж під приводом того, що Карр також є вдома, а пізніше вбив. Під час пошуків Гантлі стверджував, що зустрів дівчат під час їхньої прогулянки, вони зупинилися на його порозі, щоб розпитати про Максін Карр, яка мала зайняти посаду асистентки в їхній школі. Востаннє сигнал мобільного телефону Джесіки був зареєстрований на щоглі біля будинку Єна Гантлі. Будучи одним з останніх людей, які бачили дівчат живими, Гантлі давав численні інтерв'ю пресі, був серед тих, хто робив звернення в ЗМІ з проханням про безпечне повернення Веллс і Чепмен, але поліція ставилася з підозрою до нього та його історії. 
Поліція офіційно почала підозрювати Гантлі після того, як 5 серпня офіцер обшукав його будинок, зазначивши, що кожна кімната в будинку була ретельно прибрана, а випраний одяг був вивішений сушитися на вулицю, попри дощ. Очевидець також повідомляв, що бачив Гантлі та Карр, які засмучено дивилися в багажник своєї машини, а Карр «плакала». Крім того, Гантлі запитав поліцейського, як довго зберігаються сліди ДНК. 16 серпня 2002 року, через 12 днів після зникнення Голлі Веллс і Джессіки Чепмен, Хантлі та Карр були допитані поліцією. Їх допитували окремо близько семи годин. На той час місцеві жителі з міста Грімсбі, де народився Гантлі, впізнали чоловіка в телевізійних виступах як причетного до сексуального нападу на жінку.
Пізніше, під час обшуку власності Гантлі та прилеглої території, поліція виявила спалені предмети одягу (у кошику, захованому в складському ангарі), що збігалися з топами Манчестер Юнайтед, які Веллс і Чепмен носили, коли зникли, що й стало причиною арешту Гантлі та Карр. На урні були відбитки пальців Гантлі.
Максін Карр повідомила поліції деталі фальшивого алібі, щоб відвести підозру від Гантлі. Насправді ж під час зникнення дівчат вона була не з ним, а зі своєю матір’ю в Грімсбі.

### Засудження
17 грудня 2003 року Єна Гантлі визнали винним у вбивстві Джесіки Чепмен і Голлі Веллс. Він відбуває довічне ув'язнення з мінімальним терміном 40 років у в'язниці HMP Frankland в графстві Дарем. 
Максін Карр була ув'язнена у 2003 році після того, як її визнали винною в змові з метою спотворення правосуддя. Її засудили до трьох з половиною років ув'язнення та 14 травня 2004 року звільнили з випробувальним терміном після відбуття 21 місяця (половини терміну). 24 лютого 2005 року вона виграла суд, який надав їй довічну анонімність на тій підставі, що інакше її життя було б під загрозою.

## Злочинці

### Єн Гантлі
Гантлі привернув увагу поліції Гамберсайда у зв'язку зі звинуваченнями у вісьмох окремих сексуальних злочинах, зокрема у ймовірних стосунках з неповнолітніми, у 1995—1999 роках (а також розслідування ще одного). Ця інформація не з'являлася під час перевірки, проведеної поліцейськими Кембриджширу під час призначення Гантлі в Сохамський коледж наприкінці 2001 року. Він зміг влаштуватися на роботу з дітьми попри те, що мав серію обвинувачень у зґвалтуванні та інших сексуальних злочинах, проте вони були подані до поліції в Гамберсайді, де Гантлі працював раніше, а не Кембриджширі.

## Наслідки
Звіт про розслідування справи різко критикував помилки поліції та призвів до створення Незалежного органу охорони, який є частиною Служби розкриття та заборони. Головною рекомендацією органу було створення національної база даних поліції, щоб засуджені та підозрювані не могли переховуватися за межами округу вчинення злочинів. База була запущений 2011 року для об'єднання розвідданих 43 сил в Англії та Уельсі та даних 150 комп'ютерних систем.
Батьки Голлі та Джесіки назвали створення бази даних «вирішальним моментом», щоб відзначити смерть їхніх доньок.
Справа також призвела до посилення законодавства щодо захисту дітей, включно з обов'язковою перевіркою кримінального минулого осіб, які претендують на роботу з дітьми.